# NOAAS Pisces (R 226)
Le NOAAS Pisces (R 226) est un navire océanographique  et halieutique de flotte de la NOAA (National Oceanic and Atmospheric Administration) et plus spécifiquement du service de la National Marine Fisheries Service (NMFS) depuis 2009. Il est le troisième d'une classe de cinq nouveaux navires de recherche sur les pêches.
Il porte le nom de Henry Bryant Bigelow (1879-1967), océanographe, zoologiste et biologiste marin américain qui a fondé l’Institut océanographique de Woods Hole à Woods Hole, dans le Massachusetts.

## Historique

### Construction et mise en service
Pisces a été construit par VT Halter Marine (en) à Moss Point, dans le Mississippi. Il a été lancé le 19 décembre 2007 et mis en service le 6 novembre 2009.

### Caractéristiques et capacités
Capable de mener des opérations océanographiques multidisciplinaires à l’appui des études de processus biologiques, chimiques et physiques, Pisces est le troisième navire d’une classe de cinq navires de recherche halieutique parmi les plus avancés au monde, doté d’une capacité unique pour l'océanographie. Il s’agit d’un chalutier de poupe dont les capacités de pêche sont similaires à celles des navires de la pêche commerciale. Il est équipé pour la pêche à la palangre et au chalut et peut effectuer des opérations de chalutage à des profondeurs de 1.800 mètres. Sa caractéristique la plus avancée est l’incorporation de la technologie de silence acoustique pour permettre aux scientifiques de la NOAA de surveiller les populations de poissons sans que le bruit du navire ne modifie le comportement du poisson. Ses hydrophones océanographiques sont montés sur une planche de bord rétractable qui permet d’abaisser les transducteurs scientifiques loin de la zone de bruit généré par la coque, améliorant ainsi la qualité des données collectées. Pour tirer pleinement parti de ces capacités avancées de collecte de données, il dispose du système de sonar scientifique, qui permet de mesurer avec précision la biomasse de poissons dans une zone d'étude. il dispose également d’un profileur de courant acoustique Doppler avec lequel collecter des données sur le courant marin et d’un système de sonar multifaisceaux fournissant des informations sur le contenu de la colonne d’eau ainsi que sur le type et la topographie des fonds marins en cours de route. données à n’importe quelle vitesse, jusqu’à 11 nœuds (20 km/h).
Pisces est équipé d’un treuil océanographique qui peut déployer jusqu’à 5.000 mètres de câble ou câble de 17 mm, y compris un câble à fibre optique. Il possède également deux treuils hydrographiques, chacun pouvant déployer 3.500 mètres de câble de 9,5 mm, deux treuils de chalut, chacun pouvant déployer 4.000 mètres de câble, et un treuil Gilson. Il est équipé d'une flèche télescopique de 18,3 mètres et d'une capacité de levage de 3629 kg à l'arrière et d'une flèche fixe de 7 mètres avec une capacité de levage de 454 kg. Il a un cadre en A sur son côté tribord avec une charge de travail sécurisée de 3.650 kg et un grand cadre A à l’arrière. Le treuil océanographique et le grand cadre en A travaillent ensemble pour desservir sa station d’échantillonnage arrière, tandis que les deux treuils hydrographiques fonctionnent avec le cadre en A latéral pour desservir sa station d’échantillonnage latéral. En plus du chalutage, ses stations d'échantillonnage peuvent déployer des filets d'échantillonnage, des palangres et des pièges à poissons plus petits. Les treuils hydrographiques peuvent déployer des instruments CTD pour mesurer la conductivité électrique, la température et la fluorescence de la chlorophylle de l'eau de mer. Le navire peut également déployer des équipements spécialisés tels que des cadres, des véhicules remorqués, des dragues et des carottes de fond à système d'ouverture multiple, de filet de fermeture et de système de détection environnemental (MOCNESS (en)). Elle peut également déployer et récupérer des ensembles de capteurs flottants et amarrés au fond.
Pisces possède diverses capacités de laboratoire. Un laboratoire humide de 56 m², un laboratoire sec de 15 m², un laboratoire d'acoustique et informatique.Il dispose de 145 m² de pont découvert à l'arrière pour les opérations de pêche et scientifiques, ainsi que de 33 m² supplémentaires de pont découvert à la station d'échantillonnage latérale à tribord. Tous ses tuyaux de décharge vident de son côté bâbord afin que les fluides libérés ne contaminent pas les échantillons recueillis à la station tribord. 
En plus de son équipage de 21 personnes il peut accueillir jusqu'à 17 scientifiques.

### Historique du service
Ayant son port de base à Pascagoula, dans le Mississippi, la mission principale de Pisces consiste à étudier et à surveiller la pêche en mer dans les eaux de la zone économique exclusive des États-Unis su golfe du Mexique, de la mer des Caraïbes jusqu'à la Caroline du Nord. Le navire collecte des données que les scientifiques utilisent pour étudier les variations des conditions océaniques et de la vie marine, y compris les crevettes et autres invertébrés marins, les poissons de récif et poissons de fond, afin de mieux comprendre la durabilité des pêcheries, la structure et la fonction des écosystèmes et des habitats du poisson. Et aussi la restauration de l'habitat, des récifs coralliens et le statut des espèces protégées. Il fait également des observations météorologiques et de l'état de la mer, rend compte d'autres conditions environnementales, effectue des évaluations de l'habitat et enquête sur les populations de mammifères marins et d'oiseaux de mer.
Au cours du second semestre de 2010, Pisces a effectué plusieurs campagnes dans le golfe du Mexique pour évaluer les effets du déversement de pétrole de la plate-forme Deepwater Horizon sur la vie marine et pour surveiller la masse d'eau à proximité de la tête de puits de Deepwater Horizon après la fuite.

## Flotte de la National Marine Fisheries Service
La National Marine Fisheries Service (Service national de la Pêche maritime) est un organisme fédéral des États-Unis. C'est une division de la National Oceanic and Atmospheric Administration (NOAA) elle-même dépendante du département du Commerce des États-Unis. Le NMFS est responsable de l'intendance et de la gestion de ressources marines au sein de la zone économique exclusive des États-Unis, qui s'étend vers le large à environ 370 kilomètres de la côte.

## Galerie

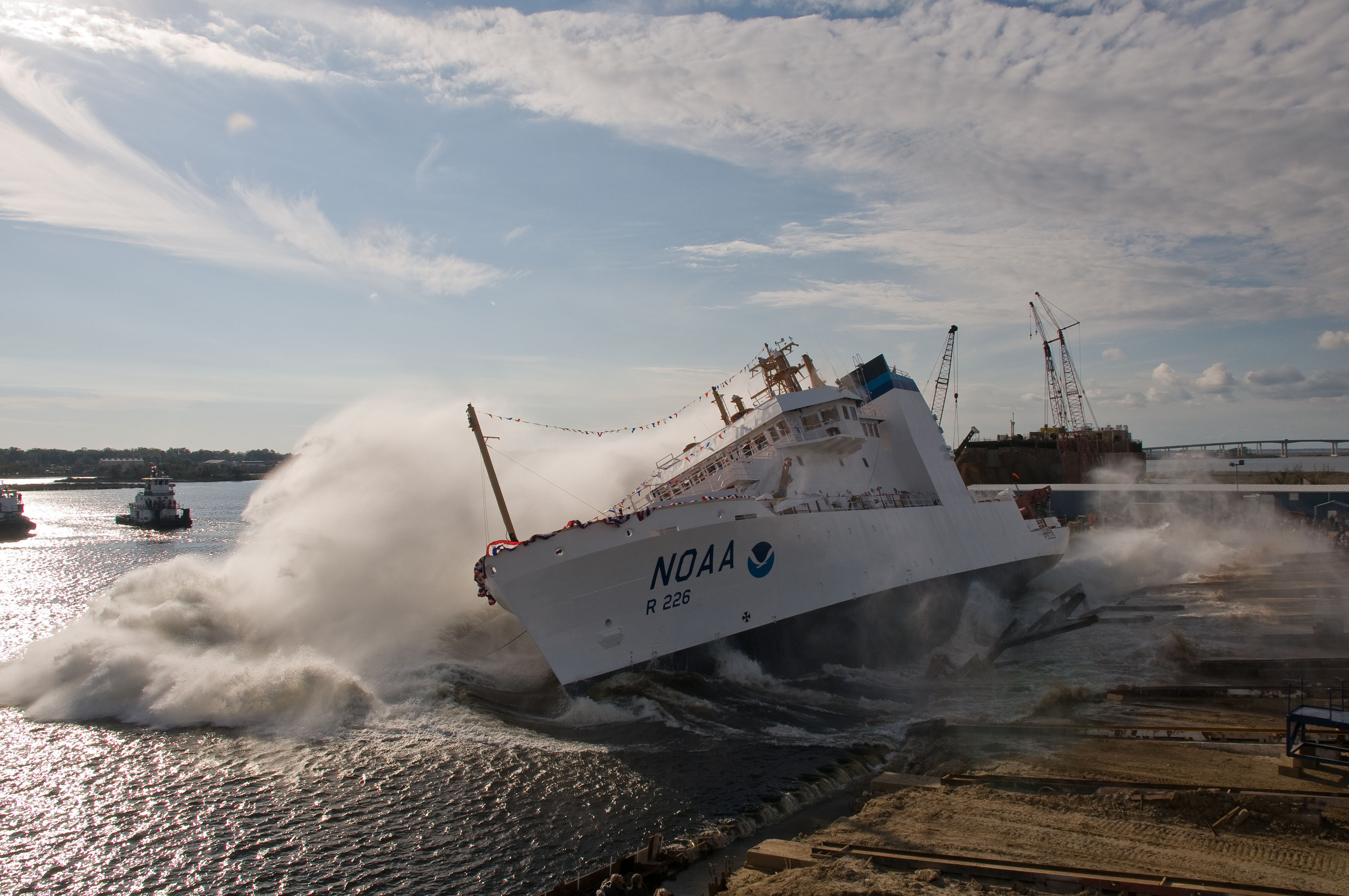
NOAA Pisces (lancement)
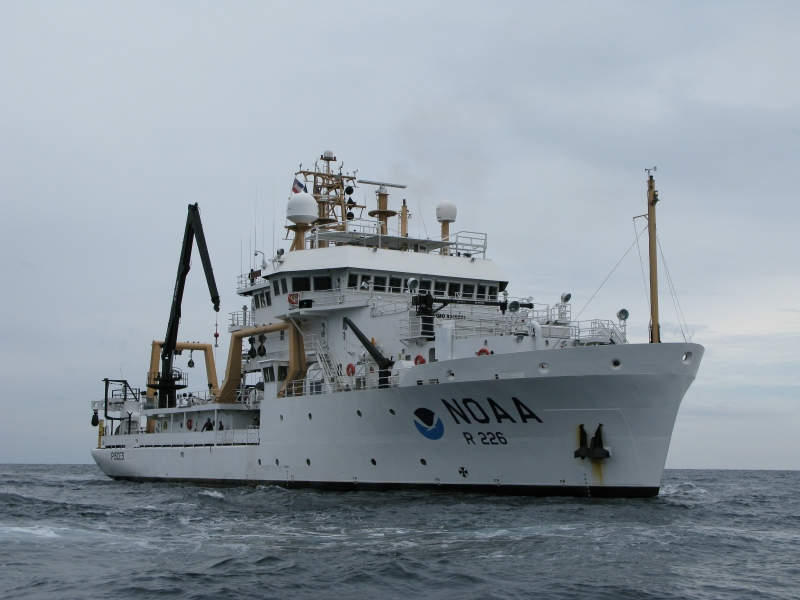
NOAA Pisces

### Note et référence
- (en) Cet article est partiellement ou en totalité issu de l’article de Wikipédia en anglais intitulé « NOAAS Pisces (R 226) » (voir la liste des auteurs).